# Němečky
Němečky jsou část obce Ohníč v okrese Teplice. Nachází se na jihozápadě Ohníče. V roce 2011 zde trvale žilo 145 obyvatel.
Němečky leží v katastrálním území Ohníč o výměře 2,62 km².

## Historie
První písemná zmínka o vesnici pochází z roku 1398.

## Obyvatelstvo
Při sčítání lidu v roce 1921 zde žilo 512 obyvatel (z toho 265 mužů), z nichž bylo 263 Čechoslováků a 249 Němců. K římskokatolické církvi se hlásilo 314 obyvatel, k evangelickým církvi čtrnáct, po jednom zástupci měla církev československá a izraelská a 182 lidí bylo bez vyznání. Podle sčítání lidu z roku 1930 měla vesnice 492 obyvatel: 240 Čechoslováků, 250 Němců a dva cizince. Kromě pěti evangelíků a 202 lidí bez vyznání byli ostatní římskými katolíky.
|                                                                | 1869 | 1880 | 1890 | 1900 | 1910 | 1921 | 1930 | 1950 | 1961 | 1970 | 1980 | 1991 | 2001 | 2011 | 2021 |
| -------------------------------------------------------------- | ---- | ---- | ---- | ---- | ---- | ---- | ---- | ---- | ---- | ---- | ---- | ---- | ---- | ---- | ---- |
| Obyvatelé                                                      | 162  | 198  | 192  | 385  | 488  | 512  | 492  | 241  | 229  | 195  | 148  | 131  | 158  | 145  | 140  |
| Domy                                                           | 28   | 31   | 32   | 41   | 40   | 42   | 44   | 48   | .    | 41   | 38   | 42   | 42   | 41   | 44   |
| Počet domů z roku 1961 je zahrnut v domech místní části Ohníč. |      |      |      |      |      |      |      |      |      |      |      |      |      |      |      |

## Obecní správa
Při sčítání lidu v letech 1869–1950 Němečky byly osadou obce Křemýž, se kterým patřily nejprve do okresu Teplice, ale v letech 1900–1930 v okrese Duchcov a v roce 1950 v okrese Bílina. Od roku 1961 je částí obce Ohníč v okrese Teplice.